# Francis W. Eppes

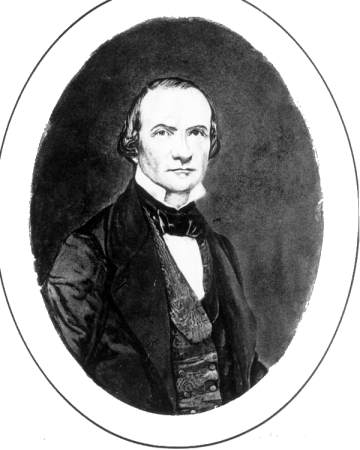
Francis W. Eppes

Francis Wayles Eppes VII (* 20. September 1801 bei Albemarle County, Virginia; † 10. Mai 1881 im Orange County, Florida) war ein US-amerikanischer Pflanzer, sowie Gemeindevertreter der Episkopalkirche, Friedensrichter und Politiker.

## Herkunft und Familie
Francis Wayles Eppes war das erste Kind von John Wayles Eppes und Maria Jefferson Eppes, Tochter des dritten US-Präsidenten Thomas Jefferson. Er war auch das einzige seiner Geschwister, das das Erwachsenenalter erreichte, da seine Schwester Maria Jefferson Eppes als Kleinkind verstarb. 1822 heiratete er Mary Elizabeth Cleland Randolph, die am 15. April 1835 nach der Geburt ihres sechsten Kindes starb. Am 15. März 1837 heiratete er Susan Margaret Ware Crouch. Das Paar hatte sieben Kinder.

## Leben und Wirken

### Jugend
Francis Wayles Eppes wurde auf der Plantage seiner Eltern geboren. Nach dem Tod seiner Mutter Maria Jefferson Eppes im Jahre 1804, verbrachte er viel Zeit auf der Plantage seines Großvaters Thomas Jefferson und bei seiner Tante mütterlicherseits Martha Jefferson Randolph in Monticello. Trotz der großen Anstrengung seines Amtes als US-Präsidenten hatte Jefferson schon früh ein großes Interesse an seinen Enkel und die beiden wurden sehr anhänglich zueinander. Eppes wurde von Jefferson auch dazu inspiriert, eine Liebe für das Lernen zu entwickeln. Er wurde auf mehreren Privatschulen unterrichtet, einschließlich auch auf der New London Academy in Virginia, auf dem Georgetown College (heute ist es die Georgetown University) und South Carolina College (heute University of South Carolina). Er studierte Rechtswissenschaft, beendete jedoch dieses Studium nicht und wurde nie als Anwalt zugelassen.

### Leben
Nach seiner Heirat mit Mary Elizabeth Cleland Randolph im Jahre 1822 erhielt er von seinem Großvater Thomas Jefferson die Plantage Poplar Forest. Diese Plantage hätte ursprünglich seine Mutter erhalten sollen, welche aber schon im Jahre 1804 starb. Nach dem Tod seines Vaters John Wayles Eppes im Jahre 1823 und von Thomas Jefferson am 4. Juli 1826, hielt Eppes nichts mehr in Virginia. 1827 kaufte er Critta Hemings Bowles, die sein Kindermädchen war, um ihr die Freiheit zu schenken. 1828 verkaufte er die Plantage Poplar Forest und zog mit seiner Familie und seinen Sklaven ins Florida-Territorium, dass erst im Jahre 1845 zum Staat Florida wurde.
Im Jahre 1827 ließen er und seine Familie sich in Leon County, 12 Meilen nordöstlich von Tallahassee nieder, wo Eppes ein Blockhaus baute und eine Plantage errichtete, die er erfolgreich betrieb. Er nannte sie L´Eau Noir (Schwarzes Wasser). Im Jahre 1829 wurde er einer der Gründer der St. John´s Episcopal Church, wo er als Gemeindevertreter diente. Er trug 500 Dollar zum Aufbau der Kirche bei. Weiter war er Delegierter der Konvention als die Episcopal Diözese in Florida 1838 gegründet wurde und diente als Sekretär der Diözese für viele Jahre. Weiterhin setzte sich Eppes für die Errichtung von öffentlichen Schulen und die Abschaffung des Duells ein, nachdem ein Freund von Eppes aufgrund dessen getötet wurde. 
Im Jahre 1833 wurde Eppes vom Gouverneur von Florida, William Pope Duval zum Friedensrichter ernannt, welches Eppes für sechs Jahre ausübte. In dieser Zeit bemühte er sich Ordnung in dieses Grenzgebiet zu bringen. 
Nach dem Tod seiner ersten Frau Mary Elizabeth Cleland Randolph im Jahre 1835, verkaufte er seine Plantage L´Eau Noir und kaufte eine neue, 1.920 Acre große Baumwollplantage am Lake Lafayette im mittleren Osten von Leon County. Diese Plantage wurde von 70 Sklaven bewirtschaftet. Im Jahre 1837 heiratete er Susan Margaret Ware Crouch, die Tochter von Nicholas Ware, eines berühmten Politikers aus Georgia. Wegen seines Engagements im öffentlichen Dienst wurde Eppes ein angesehenes Mitglied in der Gemeinde.

### Politik
Im Jahre 1841 und 1842 wurde Eppes Bürgermeister von Tallahassee. Dieses Amt übte er über eine Amtszeit von je einem Jahr aus. Während seiner Amtszeit bekämpften Eppes und der Stadtrat die Kriminalität. Es wurde eine Nachtwache in der Stadt eingeführt zur Überwachung der Straßen und Einhaltung der Gesetze. Auch wurden Geldbußen und Gefängnisstrafen verhängt. 1841 brach eine Gelbfieberseuche über die Stadt aus, woraufhin Eppes die Grenzen des Stadtfriedhofs wieder errichtete und Regeln über dessen Arbeitsfunktion aufstellte. Nach dem Ende seiner zweiten Amtszeit präsentierte eine dankbare Bürgerschaft Francis Wayles Eppes einen silbernen Krug, auf den ihre Dankbarkeit für seine Tätigkeit als Bürgermeister eingraviert wurde. Das Amt des Bürgermeisters von Tallahassee übte Eppes auch in den Jahren 1856, 1857 und 1866 aus. 
Im Jahre 1842 diente er als Sprecher in der Grand Jury. Im Jahre 1843 brach ein Feuer in einem Geschäftsviertel der Stadt aus und zerstörte mehrere Gebäude, weil diese aus Holz gebaut wurden. Daraufhin verabschiedeten Eppes und der Stadtrat, dass in Zukunft alle neuen Gebäude aus Mauerwerk bestehen müssen.

### Bildungspolitik
1836 setzte sich Eppes zusammen mit seinem Schwiegervater Thomas Eston Randolph und weitere Männer erfolglos für die Etablierung von Bildungsinstitutionen in Tallahassee ein. Im Jahre 1851 verabschiedete das Repräsentantenhaus von Florida ein Gesetz zur Errichtung von zwei Colleges. Eines sollte sich östlich und das andere westlich des Suwannee River befinden. Nach einem gescheiterten Versuch im Jahre 1854 das westliche College in Tallahassee zu installieren, machte Eppes im Jahr 1856 als Vertreter der Stadt dem Repräsentantenhaus von Florida einen neuen Vorschlag für das Gebäude und die Finanzierung der West Florida Seminary, welcher angenommen und am 1. Januar 1857 umgesetzt wurde. Diese Bildungseinrichtung gilt als der Vorläufer der heutigen Florida State University. Die East Florida Seminary hingegen gilt als Vorläufer der University of Florida. Der dritte Gouverneur von Florida, James E. Broome, ernannte Eppes als einer von fünf Mitgliedern in den Bildungsvorstand der WFS, dem er von 1857 bis 1868, ab 1860 als Präsident, angehörte. 

### Amerikanischer Bürgerkrieg
Während des Bürgerkrieges geriet die WFS in Schwierigkeiten, weil viele Lehrer und Studenten gegen die Nordstaaten kämpften. Aufgrund der Inflation der konföderierten Währung wurde es auch immer schwieriger, die Rechnungen zu bezahlen. Eppes bat sowohl die Stadt Tallahassee als auch die Regierung der Konföderierten Staaten von Amerika um Hilfe, um die Schule zu erhalten. Die Stadt Tallahassee verteidigte sich erfolgreich gegen die Union und war während des Bürgerkrieges die einzige Stadt im Süden, die von den Unionstruppen nicht besetzt wurde. Als die Niederlage jedoch nicht mehr aufzuhalten war, übergab schließlich Eppes persönlich die Stadt der Union. 
Sein Sohn Nicholas Ware Eppes war während des Krieges Offizier im konföderierten Heer.
Während des Krieges verkaufte Eppes seine Baumwollplantage für konföderierte Dollar. Dies und der Verlust seiner Sklaven aufgrund des Verbots der Sklaverei nach dem Bürgerkrieg ließen sein Vermögen schwinden. 1868 traten er und der gesamte Vorstand der WFS aufgrund von finanziellen Schwierigkeiten zurück. Die Schule wurde 1869 geschlossen.

### Letzte Jahre
1869 verließ Eppes Leon County und zog ins Orange County, wurde Farmer und baute Zitrusfrüchte an. Als Laie engagierte er sich weiter in der Episkopalkirche, auch in seinem Zuhause. Er und weitere Kirchenmitglieder ermöglichten die Gründung der Cathedral Church of St. Luke in Orlando. In der Vorhalle der Kathedrale ist ihm ein Glasfenster gewidmet. Francis Wayles Eppes starb am 30. Mai 1881, im Alter von 79 Jahren. Er wurde auf dem Greenwood Friedhof in Orlando, Florida, begraben. 